# 키케 세티엔
엔리케 '키케' 세티엔 솔라르 (Enrique 'Quique' Setién Solar, 1958년 9월 27일 ~ )는 스페인의 은퇴한 축구 선수로, 주로 중앙 미드필더로 활약하였다. 현재 축구 감독이다. 최근 비야레알을 맡았다.